# Културно-туристички центар „Стефан Немања” Лапово
| Културно-туристички центар „Стефан Немања” Лапово |                              |
| Оснивач:                                          | Општина Лапово               |
| Основан:                                          | 1991.                        |
| Седиште:                                          | Његошева 33, · Лапово Србија |
| Веб презентација                                  | https://ktclapovo.rs/        |
| Контакт:                                          | 034/6851-361                 |

Културно-туристички центар „Стефан Немања” Лапово је основан 1991. године, а под овим именом постоји од 2005. године.
Центар поседује биоскопску салу са 250 места за седење са грејањем и биоскопским стерео системом „Dolby”, галеријски простор опремљен „Brilux” расветом, као и учионички простор за извођење едукације страних језика и информатичких наука.
Под окриљем Културног центра делују Ликовни клуб „Светлост”, затим, Удружење жена „Моравске шаренице”.